# Olga Gyarmati
Olga Gyarmati, född 5 oktober 1924 i Debrecen, död 27 oktober 2013 i Greenfield, Massachusetts, var en ungersk friidrottare.
Gyarmati blev olympisk mästare i längdhopp vid olympiska sommarspelen 1948 i London. Hon deltog även i OS 1952 och 1956. Gyarmati lämnade därefter Ungern efter Sovjetunionens invasion av Ungern. Hon kom att bosätta sig i Storbritannien och flyttade senare till USA där hon bodde med sin make, den ungerske författaren Támas Aczel.